# Enzymkopplad immunadsorberande analys

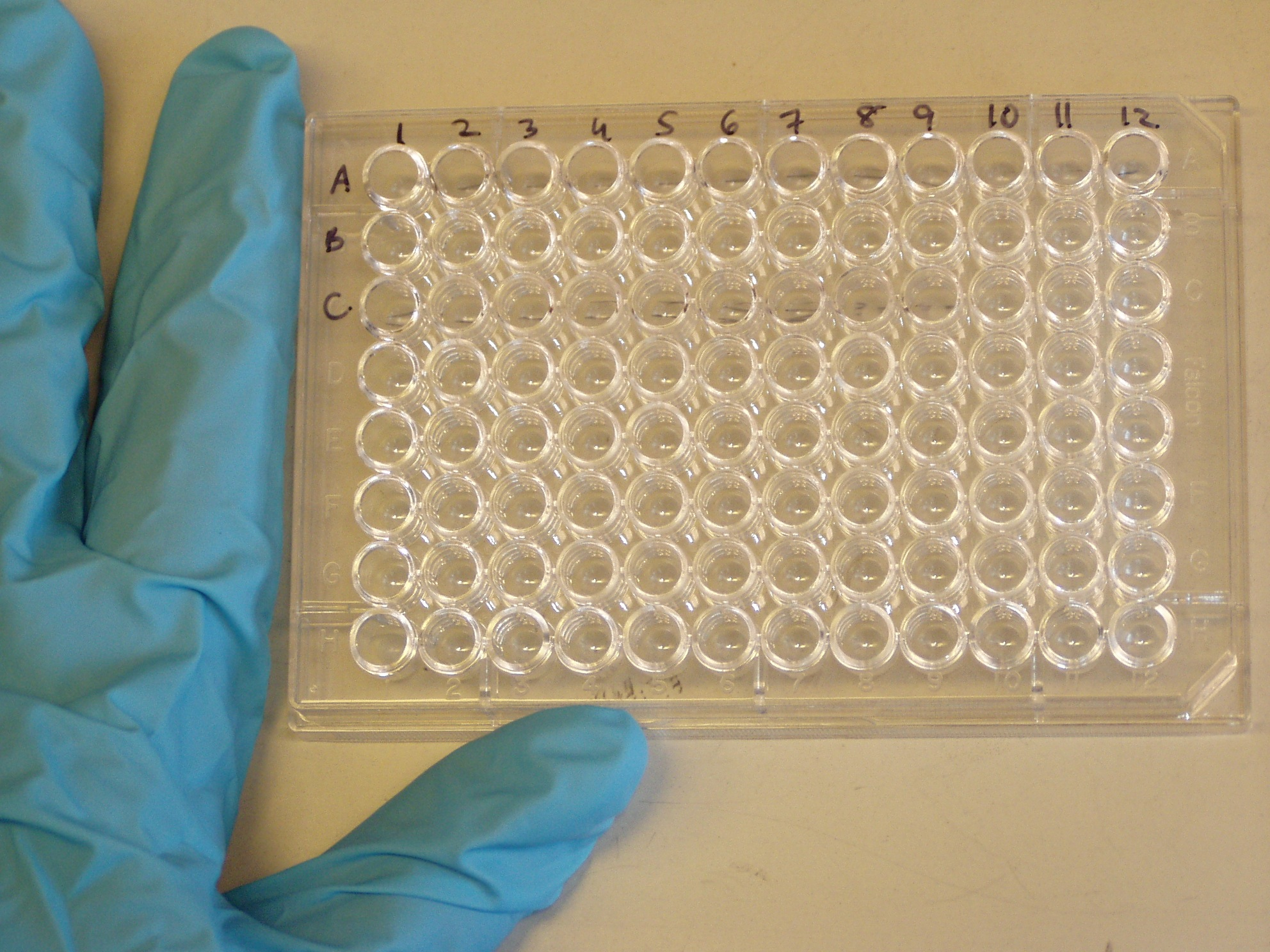
En 96 håls mikrotiterplatta som används för ELISA.

Enzymkopplad immunadsorberande analys (ELISA, engelska: enzyme-linked immunosorbent assay) används för att kvantifiera och detektera en antikropp eller ett antigen. Principen är att ett antigen binds till väggar och / eller botten i brunnarna i en mikrotiterplatta.

## Utförande
Till brunnarna sätts sedan ett prov med den antikropp, riktad mot antigenet, som skall bestämmas. Sedan antikropparna i provlösningen bundit sig tvättas komponenter i provet som inte bundits bort vanligen med en PBS-lösning med tillsats av Tween. Därefter tillsätts en lösning med en sekundär antikropp från ett annat djurslag (tracern) som enbart har specificitet för den primära antikroppen. Till tracern har man kopplat (konjugerat) ett enzym (t.ex. pepparrotsperoxidas eller alkaliskt fosfatas). Överskottet av tracer tvättas bort och det enzym som finns kvar bundet ger sedan i nästa steg en signal genom en enzymreaktion där produkten är ett färgat eller fluorescent ämne. Detta bestäms med specialanpassad fotometer. Signalen är direkt relaterad till mängden bunden tracer. 
För pepparrotsperoxidas (HRP, engelska: horseradish peroxidase) används vanligen TMB (3,3',5,5'-Tetrametylbenzidin). TMB bildar en blå produkt i närvaro av väteperoxid och peroxidas vilkens färgförändring kan avläsas på en spektrofotometer vid en våglängd av 370 eller 655 nm. Reaktionen kan stoppas genom tillsats av syra eller annan stoppreagens. Med svavelsyra, blir TMB gul och färgen kan läsas vid 450 nm.
För alkaliskt fosfatas använd vanligen p-nitrofenylfosfat (vattenlösligt och färglöst) som substrat. Det omvandlas under reaktionen till p-nitrofenol (starkt gult i alkalisk lösning, med absorptionsmaximum vid 405 nm) och fosfat. p-nitrofenylfosfat finns kommersiellt tillgängligt i tablettform som enkelt löses i önskad buffert för att slippa krånglig uppvägning.

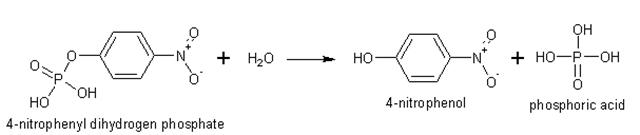
Hydrolys av p-nitrofenylfosfat till p-nitrofenol och fosfat. I reaktionsformeln har ingen hänsyn tagits till protonering av ingående reaktanter.

## Användning
Metoden används på kliniska laboratorier för att bestämma antikroppar som produceras som svar på en virusinfektion eller en autoimmun sjukdom eller för att bestämma andra sjukdomsrelaterade eller fysiologisk aktiva ämnen, t.ex. cancermarkörer. I en del fall kan också lågmolekylära ämnen, t.ex. hormoner, vissa substanser relaterade till nukleinsyror, växtgifter, dopingmedel eller andra helt syntetiska ämnen (som t.ex. används som mediciner) bestämmas. Även inom livsmedelsindustrin finns tillämpningar. För specifika nukleinsyresekvenser använder man andra metoder, se PCR.
Många ELISA-bestämningar görs i stora analysrobotar utan mänsklig inblandning, dels för att förbilliga (arbetskraft är dyr) och dels för att standardisera bestämningen (varje labbtekniker arbetar på sitt eget invanda sätt, och det blir alltid små variationer mellan olika laboranter). För de vanligaste bestämningarna finns färdiga reagenssatser (kit) med reagens som är väl anpassade till varandra och standardiserade hos tillverkaren. Reagens för ELISA räknas till gruppen diagnostika, som definieras som reagens för klinisk-kemiska analyser som inte kan göras med konventionella kemiska metoder.
I en besläktad bestämningsmetod är tracerantikroppen direkt konjugerad till en fluorescent grupp (fluorofor) i stället för ett enzym.

## Indirekt ELISA
Vid indirekt ELISA täcks en mikrotiterplatta med antigen som binds till botten och väggar i mikrotitrerplattan. Sedan sköljs det antigen som inte bundit till plattan bort. Efter detta droppas provet på mikrotitrerplattan, och antikroppar i provet binder till antigenet på plattan. Efter inkubationen med provet tvättas återigen obundna komponenter bort. Därefter tillsätts en lösning av en antikropp (s. k. "tracer") som binder specifikt till antikroppen i provet. Till denna andra antikropp, "tracer", har kopplats (konjugerats) ett enzym som kan detekteras, och härmed kan också förekomsten av antikroppar i provet bestämmas. 

## Sandwich-ELISA
Sandwich-ELISA innebär detektering av en antigen. En Mikrotiterplatta bestryks, coatas, med antikroppar som binder till det antigen i provet man vill bestämma. En andra antikropp, riktad mot en annan epitop på det antigen man vill bestämma. Denna andra antikropp (tracern) är i sin tur konjugerad med ett enzym som kan detekteras.

## Inhibitions-ELISA
I denna teknik låter man först provet med den antikropp man vill bestämma reagera med antigenet, som är bundet på mikrotiterplattans yta. I nästa steg sätter man till en "tracer". Denna "tracer" är av exakt samma typ av antikropp, riktad mot exakt samma antigen som den i provet, men med enzym konjugerat, d.v.s. bundet till sig. Ju mer antikropp det fanns i provlösningen, desto mindre plats finns det nu för tracer-antikroppen att binda till antigenet på mikrotitrerplattan. Här kommer alltså en större halt antikroppar i provet att ge upphov till en lägre signal.
Utom den "sekventiella" metod som beskrivs här, kan bestämningen också göras "kompetitivt", det vill säga genom att prov och tracer tillsätts på mikrotitrerplattan samtidigt. Noggrannheten i testet blir då något lägre, men i gengäld sparar man ett steg i analysgången och förenklar den.
I samtliga av dessa tekniker är det möjligt att kasta om ordningen på antigen och antikropp, och till exempel koppla antikropp till mikrotitrerplattan och/eller att konjugera ett antigen till enzym och använda denna som tracer. 

## Historik
ELISA skapades 1971 av Peter Perlmann och Eva Engvall vid Stockholms universitet. Samma år skapades en mycket likartad metod under beteckningen Enzyme Immunoassay, EIA, av de två nederländska forskarna Anton Schuurs och Bauke van Weemen vid företaget NV Organon, oberoende av Perlmann och Engvall.
Före ELISA fanns metoden radioimmunologisk analys (RIA), som första gången beskrevs 1960, och som utnyttjade radioaktivitet för märkning och detektering av reaktionsmaterialet. RIA utvecklades till en mycket användbar och känslig metod, men en av fördelarna med ELISA framför RIA var att man slapp arbeta med radioaktiva ämnen, genom att istället utnyttja enzymer för märkning. Att det skulle vara möjligt att märka antikroppar med enzymer, som är relativt stora molekyler, utan att deras egenskaper märkbart ändrades, var inledningsvis inte uppenbart. Flera olika forskargrupper arbetade dock med detta under slutet av 1960-talet, och forskarna bakom ELISA och EIA byggde vidare på deras resultat.
Genombrottet för ELISA kom i slutet av 1970-talet och början av 1980-talet, när analysutrustningar baserade på metoden hade uppnått samma känslighet som RIA.